# Список министров иностранных дел Ливии
Ниже представлен список министров иностранных дел Ливии:

В список не включены и.о.

## Королевство Ливия(1951—1969)
- Махмуд аль-Мунтасир (7 октября 1951 — 19 февраля 1954)
- Мухаммад Сакизли (19 февраля 1954 — 12 апреля 1954)
- Абдул Салям аль-Бусейри (12 апреля 1954 — 3 декабря 1954)
- Мустафа Бен Халим (3 декабря 1954 — 30 октября 1956)
- Али Сахли (30 октября 1956 — 14 марта 1957)
- Абдель Маджид Каабар (14 марта — 26 мая 1957)
- Вахби аль-Бури (26 мая 1957 — 11 октября 1958)
- Абдель Маджид Каабар (11 октября 1958 — 17 октября 1960)
- Абдул Кадир Аллам (17 октября 1960 — 4 мая 1961)
- Сулейман Джерби (4 мая 1961 — 27 января 1962)
- Ванис аль-Каддафи (27 января 1962 — 19 марта 1963)
- Мохиэддин Фикини (19 марта 1963 — 22 января 1964)
- Мазик, Хуссейн (22 января 1964 — 20 марта 1965)
- Вахби аль-Бури (20 марта — 2 октября 1965)
- Ахмад Бишти (2 октября 1965 — 4 января 1968)
- аль-Араби, Шамс-ад-Дин (4 января 1968 — 9 июня 1969)
- Али Хассанан (9 июня 1969 — 8 сентября 1969)

## Ливийская Арабская Республика(1969—1977)
- Салах Масуд Бувазир (8 сентября 1969 — 16 сентября 1970)
- Мухаммед Наджм (16 сентября 1970 — 13 августа 1971)
- Вакансия (13 августа 1971 — 16 июля 1972)[2]
- Мансур Рашид аль-Кехья (16 июля 1972 — 14 ноября 1974)
- Абдель Муним ат-Тахир аль-Хуни (14 ноября 1974 — 1 августа 1975)
- Вакансия (1 августа 1975 — 23 июня 1976)
- Али Трейки (23 июня 1976 — 4 марта 1982)

## Социалистическая Народная Ливийская Арабская Джамахирия(1977—1986)
- Али Трейки (23 июня 1976 — 4 марта 1982)
- Абдул Ати аль-Обейди (4 марта 1982 — 15 февраля 1984)
- Али Трейки (15 февраля 1984 — 5 марта 1986)

## Великая Социалистическая Народная Ливийская Арабская Джамахирия(1986—2011)
- Камель Хассан Макхур (5 марта 1986 — 1 марта 1987)
- Джадалла Аззуз ат-Тальхи (1 марта 1987 — 7 октября 1990)
- Ибрагим аль-Бишари (7 октября 1990 — 8 ноября 1992)
- Омар Мустафа аль-Мунтазир (8 ноября 1992 — 1 марта 2000)
- Абдель Рахман Шалгам (1 марта 2000 — 4 марта 2009)
- Мусса Кусса (4 марта 2009 — 30 марта 2011)
- Абдул Ати аль-Обейди (30 марта — 26 августа 2011)

## Ливийская Республика(2011)
- Джабриль, Махмуд (5 марта — 22 ноября 2011)

## Ливия (2011—2013)
- Джабриль, Махмуд (5 марта — 22 ноября 2011)
- Ашур Бен Хаяль (22 ноября 2011 — 1 ноября 2012)
- Али Ауджали (1 ноября 2012 — 2 января 2013)

## Государство Ливия (с 2013)
- Али Ауджали (1 ноября 2012 — 2 января 2013)
- Мухаммед Абдельазиз (7 января 2013 — 29 августа 2014)[3]
- Мухаммед ад-Даири (28 сентября 2014 — 28 февраля 2019)[4]

- Абдулхади аль-Хувейджа[араб.] (28 февраля 2019 — 15 марта 2021)

## Правительство национального согласия (Ливия)
- Мухаммед Тахер Сияла[англ.] (январь 2016 — 15 марта 2021)

## Правительство национального единства (Ливия)
- Мангуш, Наджла (с 15 марта 2021)[5]